# أندورا لا فيلا
أندورا لا فيلا (بالكتالونية: Andorra la Vella)‏ هي عاصمة أندورا وأكبر مدنها. تقع في مرتفع شرق جبال البرانس بين فرنسا وإسبانيا.
تعتمد المدينة بشكل رئيسي على السياحة، إضافة إلى كونها مصنفة كملاذ ضريبي.

## المناخ
يظهر الجدول التالي التغييرات المناخية على مدار السنة لأندورا لا فيلا:
| البيانات المناخية لـأندورا لا فيلا              | البيانات المناخية لـأندورا لا فيلا | البيانات المناخية لـأندورا لا فيلا | البيانات المناخية لـأندورا لا فيلا | البيانات المناخية لـأندورا لا فيلا | البيانات المناخية لـأندورا لا فيلا | البيانات المناخية لـأندورا لا فيلا | البيانات المناخية لـأندورا لا فيلا | البيانات المناخية لـأندورا لا فيلا | البيانات المناخية لـأندورا لا فيلا | البيانات المناخية لـأندورا لا فيلا | البيانات المناخية لـأندورا لا فيلا | البيانات المناخية لـأندورا لا فيلا | البيانات المناخية لـأندورا لا فيلا |
| الشهر                                           | يناير                              | فبراير                             | مارس                               | أبريل                              | مايو                               | يونيو                              | يوليو                              | أغسطس                              | سبتمبر                             | أكتوبر                             | نوفمبر                             | ديسمبر                             | المعدل السنوي                      |
| ----------------------------------------------- | ---------------------------------- | ---------------------------------- | ---------------------------------- | ---------------------------------- | ---------------------------------- | ---------------------------------- | ---------------------------------- | ---------------------------------- | ---------------------------------- | ---------------------------------- | ---------------------------------- | ---------------------------------- | ---------------------------------- |
| الدرجة القصوى °م (°ف)                           | 18.0 (64.4)                        | 20.0 (68.0)                        | 24.8 (76.6)                        | 29.0 (84.2)                        | 29.2 (84.6)                        | 37.4 (99.3)                        | 39.0 (102.2)                       | 35.9 (96.6)                        | 32.0 (89.6)                        | 31.0 (87.8)                        | 21.2 (70.2)                        | 19.0 (66.2)                        | 39.0 (102.2)                       |
| متوسط درجة الحرارة الكبرى °م (°ف)               | 6.9 (44.4)                         | 8.9 (48.0)                         | 11.7 (53.1)                        | 13.3 (55.9)                        | 17.6 (63.7)                        | 21.9 (71.4)                        | 26.2 (79.2)                        | 25.4 (77.7)                        | 21.4 (70.5)                        | 16.0 (60.8)                        | 10.7 (51.3)                        | 7.5 (45.5)                         | 15.6 (60.1)                        |
| المتوسط اليومي °م (°ف)                          | 2.2 (36.0)                         | 3.5 (38.3)                         | 5.8 (42.4)                         | 7.5 (45.5)                         | 11.5 (52.7)                        | 15.4 (59.7)                        | 18.8 (65.8)                        | 18.5 (65.3)                        | 14.9 (58.8)                        | 10.3 (50.5)                        | 5.7 (42.3)                         | 3.0 (37.4)                         | 9.8 (49.6)                         |
| متوسط درجة الحرارة الصغرى °م (°ف)               | −2.5 (27.5)                        | −1.8 (28.8)                        | −0.2 (31.6)                        | 1.7 (35.1)                         | 5.3 (41.5)                         | 8.8 (47.8)                         | 11.4 (52.5)                        | 11.4 (52.5)                        | 8.5 (47.3)                         | 4.7 (40.5)                         | 0.6 (33.1)                         | −1.4 (29.5)                        | 3.9 (39.0)                         |
| أدنى درجة حرارة °م (°ف)                         | −15 (5)                            | −16 (3)                            | −11 (12)                           | −7 (19)                            | −2 (28)                            | 0.0 (32.0)                         | 3.0 (37.4)                         | 2.0 (35.6)                         | 0.0 (32.0)                         | −6 (21)                            | −10.5 (13.1)                       | −13 (9)                            | −19.5 (−3.1)                       |
| الهطول مم (إنش)                                 | 53.1 (2.09)                        | 37.9 (1.49)                        | 40.5 (1.59)                        | 71.2 (2.80)                        | 89.8 (3.54)                        | 84.2 (3.31)                        | 60.7 (2.39)                        | 85.6 (3.37)                        | 80.9 (3.19)                        | 72.4 (2.85)                        | 68.4 (2.69)                        | 67.9 (2.67)                        | 812.3 (31.98)                      |
| المصدر #1: ACDA                                 |                                    |                                    |                                    |                                    |                                    |                                    |                                    |                                    |                                    |                                    |                                    |                                    |                                    |
| المصدر #2: Meteo Climat (record highs and lows) |                                    |                                    |                                    |                                    |                                    |                                    |                                    |                                    |                                    |                                    |                                    |                                    |                                    |

## توأمة
لأندورا لا فيلا اتفاقيات توأمة مع كل من:
- فوا
- Valls [الإنجليزية]‏
- سان بول دي مار
- مدينة مكسيكو

## أعلام
- أوسكار سونيخي
- فيران بول
- جوردي روبيو
- خولي سانشيز
- كريستيان مارتينيز